# C40-netværket
C40-netværket, også kaldet C40 Cities Climate Leadership Group eller blot C40, er et netværk af megabyer og andre storbyer, som har forpligtet sig til at mindske udslippet af drivhusgasser. Det verdensomspændende netværk blev dannet i 2005, og det har i dag 88 medlemsbyer, svarende til en tolvtedel af Jordens befolkning og en fjerdedel af Jordens BNP.
Med fokus på samarbejde om at overgå de nationale miljømål har C40 etableret 18 netværk inden for 7 områder, hvor storbyerne sammen arbejder på at udvikle, udveksle og iværksætte klimatilpasningsløsninger.
I februar 2017 åbnede netværket nyt hovedkontor i København.

## Historie
Mens internationale forhandlinger stadig kun gør små fremskridt, har C40-byerne taget føringen. Tilsammen har de taget initiativ til mere end 4.700 klimatilpasningsprojekter, og deres vilje til handling er stærkere end nogensinde. Både i teori og praksis står vores byer i spidsen for denne formentlig vor tids største udfordring.
Det var Londons borgmester Ken Livingstone, som i oktober 2005 samlede repræsentanter for 18 storbyer og grundlagde C40-netværket, med det formål at skabe et handlekraftigt alternativ til nationale regeringers nølende indsats med hensyn til at fremskynde reduktionen af drivhusgasudledning og afværge klimaskabte katastrofer. Man enedes om handlingsplaner for en række begrænsninger i udledningen og indførelse af klimavenlig teknologi. Året efter slog Livingstone og C40 sig sammen med tidligere præsident Clintons Climate Initiative (CCI), og antallet af medlemsbyer nåede op på 40.
I David Millers formandstid deltog C40 i 2009 klimakonferencer i både Seoul og København, og man lancerede Climate Positive programmet, som i dag driver 18 bæredygtighedsprojekter verden over, bl.a. i Københavns Nordhavn.
Under Michael Bloombergs formandskab afholdt C40 topmøde i Sao Paulo, hvor man indgik partnerskab med Verdensbanken og lancerede ICLEI-programmet, hvor lokalregeringer arbejder for bæredygtighed vha. bedre finansiering og standardiserede regnskaber for drivhusgas-udledning.

### København
I december 2009 var København vært for klimatopmødet COP15, som overordnet set regnes for en fiasko, idet der ikke blev indgået nogen bindende aftale mellem deltagerlandene. Skybruddet i København i sommeren 2011 fik Københavns Borgerrepræsentation til kort tid efter at vedtage en omfattende klimatilpasningsplan på over 10 mia DKK, så sådanne oversvømmelser i fremtiden kan undgås. Dette bemærkedes af C40’s daværende formand, New Yorks borgmester Michael Bloomberg, og var sikkert medvirkende til, at København blev optaget som medlem. Senere har København sat sig som mål at blive CO2-neutral i 2025, hvilket har skaffet byen en del international opmærksomhed.
I februar 2017 tog C40 et nyt hovedkontor i brug, beliggende ved Frederiksholms Kanal i centrum af København, og samtidig blev København medlem af den tolv mand store styregruppe for netværket.

## Formænd
- Londons borgmester Ken Livingstone (2005-2008)
- Torontos borgmester David Miller (2008-2010)
- New Yorks borgmester Michael Bloomberg (2010-2013)
- Rio de Janeiros borgmester Eduardo Paes (2013-2016)
- Paris' borgmester Anne Hidalgo (2016- )

## Medlemsbyer
I år 1800 boede kun 3% af Jordens befolkning i byer, et tal som ved slutningen af 1900-tallet var steget til 47%. I 1950 var der i alt 83 millionbyer, et tal der i 2007 var steget til 468. FN har forudsagt, at Jordens nuværende bybefolkning på 3,2 mia vil stige til næsten 5 mia i 2030, hvor tre ud af fire vil bo i byer. Mange storbyer er i dag større end nationalstater og har en tilsvarende økonomisk og politisk slagkraft.
Oprindeligt bestod netværket kun af storbyer med mere end 3 mio indbyggere, men nu tilbydes også medlemskab til mindre byer, som har udvist innovative tiltag på området, samt 1-årig observatørstatus til ansøgerbyer. I begyndelsen af 2017 havde C40 disse 88 medlemsbyer:
Storbyer:
- Østasien:
  - Chengdu  Kina
  - Guangzhou  Kina
  - Hong Kong  Hong Kong (i styregruppen)
  - Nanjing  Kina
  - Seoul  Sydkorea (i styregruppen)
  - Shenzhen  Kina
  - Tokyo  Japan (i styregruppen)
  - Wuhan  Kina
  - Yokohama  Japan
- Sydøstasien og Oceanien:
  - Bangkok  Thailand
  - Hanoi  Vietnam
  - Ho Chi Minh-byen  Vietnam
  - Jakarta  Indonesien (i styregruppen)
  - Kuala Lumpur  Malaysia
  - City of Melbourne  Australien
  - Quezon City  Filippinerne
  - City of Sydney  Australien
- Syd- og Vestasien:
  - Amman  Jordan (i styregruppen)
  - Bengaluru  Indien
  - Chennai  Indien
  - Dhaka  Bangladesh
  - Dubai  Forenede Arabiske Emirater
  - Jaipur  Indien
  - Karachi  Pakistan
  - Kolkata  Indien
  - Mumbai  Indien
  - New Delhi  Indien

- Afrika:
  - Accra  Ghana
  - Addis Ababa  Etiopien
  - Cairo  Egypten
  - Cape Town  Sydafrika
  - Dar es-Salaam  Tanzania
  - Dakar  Senegal
  - Johannesburg  Sydafrika
  - Lagos  Nigeria
  - Nairobi  Kenya

- Europa:
  - Athen  Grækenland
  - Barcelona  Spanien
  - Berlin  Tyskland
  - Istanbul  Tyrkiet
  - London  Storbritannien (i styregruppen)
  - Madrid  Spanien
  - Milano  Italien (i styregruppen)
  - Moskva  Rusland
  - Paris  Frankrig
  - Rom  Italien
  - Warsawa  Polen
- Sydamerika:
  - Bogotá  Colombia
  - Buenos Aires  Argentina
  - Caracas  Venezuela
  - Curitiba  Brasilien
  - Lima  Peru
  - Medellín  Colombia
  - Rio de Janeiro  Brasilien
  - Salvador  Brasilien
  - Santiago  Chile
  - São Paulo  Brasilien
- Nordamerika:
  - Boston  USA (i styregruppen)
  - Chicago  USA
  - Houston  USA
  - Los Angeles  USA (i styregruppen)
  - Mexico City  Mexico (i styregruppen)
  - Montreal  Canada
  - New York  USA
  - Philadelphia  USA
  - Seattle  USA
  - Toronto  Canada
  - Washington, DC  USA

Innovative byer:
- Østaisen:
  - Changwon  Sydkorea
- Sydøstasien og Oceanien:
  - Auckland  New Zealand
- Afrika:
  - Durban  Sydafrika (i styregruppen)
  - Tshwane  Sydafrika
- Europa:
  - Amsterdam  Nederlandene
  - Basel  Schweiz
  - København  Danmark (i styregruppen)
  - Heidelberg  Tyskland
  - Oslo  Norge
  - Rotterdam  Nederlandene
  - Stockholm  Sverige
  - Venedig  Italien
- Sydamerika:
  - Quito  Ecuador
- Nordamerika:
  - Austin  USA
  - New Orleans  USA
  - Portland  USA
  - Vancouver  Canada

Observatør-byer:
- Østasien:
  - Beijing  Kina
  - Shanghai  Kina
- Sydøstasien og Oceanien:
  - Singapore  Singapore

### Om C40
- København skal redde New York fra druknedøden, artikel i Politiken, 2013-01-09
- 90 af verdens største byer åbner grønt hovedkvarter i København, artikel af Jens Bostrup i Politiken, 2017-02-06
- København viser vejen for hele bystaten Danmark, artikel af Bo Lidegaard i Politiken 2017-02-11
- History of the C40 (fra organisationens hjemmeside)
- C40 Initiatives & Networks (oversigt med eksempler) Arkiveret 13. februar 2017 hos  Wayback Machine

### Møder og konferencer
- Climate Week New York City (årligt tilbagevendende klimauge)